# Goffredo Parise
Goffredo Parise   (Vicenza, 8 de desembre de 1929 - Treviso, 31 d'agost de 1986) va ser un escriptor i periodista italià. Se'n destaca una certa temàtica frívola i una polèmica crítica al capitalisme. Va escriure contes, reportatges periodístics i assaigs.

## Obres
- Il ragazzo morto e la cometa (1951)
- La grande vacanza (1953)
- Il prete bello (1954)
- Il fidanzamento (1956)
- Atti impuri
- Amore e fervore (1959)
- Il padrone (1965)
- L'assoluto naturale (1966)
- Il crematorio di Vienna (1969).
- Cara Cina, 1966
- Biafra, 1968
- Gli americani a Vicenza, 1987